# La Mochomera
La Mochomera är en ort i Mexiko.   Den ligger i kommunen Caborca och delstaten Sonora, i den nordvästra delen av landet, 1 900 km nordväst om huvudstaden Mexico City. La Mochomera ligger 33 meter över havet och antalet invånare är 179.
Terrängen runt La Mochomera är platt, och sluttar västerut. Runt La Mochomera är det mycket glesbefolkat, med 6 invånare per kvadratkilometer. Närmaste större samhälle är La Alameda, 14,9 km öster om La Mochomera. Omgivningarna runt La Mochomera är i huvudsak ett öppet busklandskap.